# Peter Svensson
Peter Svensson (født 28. december 1983) er en dansk tidligere håndboldspiller. Han har spillet for GOG Svendborg og Bjerringbro-Silkeborg i Håndboldligaen. Han vandt DM-guld med GOG i 2007.
Svensson har tidligere spillet i Sierslev HK og Dalby IF.
8. september 2010 meddelte Svensson at han indstille karrieren på grund af en knæskade.
Fra 1. januar 2011 er Peter Svensson assistenttræner for TMS Ringsted 1. herrehold.
I første omgang for en periode på 2 1/2 år.